# Pedro Vélez
José Pedro Antonio Vélez de Zúñiga (Zacatecas, 1787- Cidade do México, 5 de Agosto de 1848) foi um político e jurista mexicano. Ocupou interinamente o cargo de presidente do México em 1829.
Foi ministro da Justiça e ministro dos Assuntos Religiosos. Foi também presidente do Supremo Tribunal do México durante o mandato presidencial de Vicente Guerrero. Quando em 1829 Guerrero deixou temporariamente a presidência entregue a José María Bocanegra para combater uma rebelião em Jalapa, Veracruz (Plano de Jalapa), Bocanegra foi deposto em menos de uma semana, sendo nomeado um triunvirato para ocupar temporariamente a presidência. Como presidente do Supremo Tribunal, Vélez foi nomeado para presidir a este triunvirato, juntamente com o general Luis de Quintanar e Lucas Alamán. O seu mandato estendeu-se de 23 de Dezembro a 31 de Dezembro de 1829, após o que Anastasio Bustamante, antigo vice-presidente de Guerrero e líder da revolta de Jalapa, assumiu a presidência.